# (2641) Lipschutz
(2641) Lipschutz (1949 GJ; 1951 YQ1; 1969 UV; 1978 EC4; 1982 FP) ist ein ungefähr acht Kilometer großer Asteroid des inneren Hauptgürtels, der am 4. April 1949 im Rahmen des Indiana Asteroid Programs am Goethe-Link-Observatorium in Brooklyn, Indiana (IAU-Code 760) entdeckt wurde. Durch das Indiana Asteroid Program wurden insgesamt 119 Asteroiden neu entdeckt.

## Benennung
(2641) Lipschutz wurde nach Michael E. Lipschutz benannt, der Professor für Chemie an der Purdue University in West Lafayette (Indiana) war. Er war Autor oder Co-Autor von mehr als 100 wissenschaftlichen Artikeln über Meteoriten, Radiochemie, Kosmochemie, die Antarktis und extraterrestrische Materialverarbeitung. 1962 erhielt er den jährlichen Nininger-Preis der – gleich wie der Asteroid (2421) Nininger – nach dem US-amerikanischen Meteoritenforscher Harvey Harlow Nininger benannt ist. Er erhielt drei NASA-Leistungspreise und erhielt 1986 eine Anerkennungsurkunde der National Commission on Space. Er war Schatzmeister und Ratsmitglied der Meteoritical Society von 1979 bis 1984, Mitherausgeber der elften Mond- und Planetenkonferenz 1980 und Mitveranstalter eines Workshops über antarktische Glaziologie und Meteoriten 1982.